# Odzirydzidzina
Odzirydzidzina (biał. Одзірыдзідзіна) – drugi studyjny album białoruskiego zespołu rockowego N.R.M., wydany w 1996 roku. Kaseta nagrana została w prywatnym studiu lidera grupy Ulis, Wiaczasłaua Korania, mieszczącym się na ostatnim piętrze hotelu Ahat w Mińsku.

## Lista utworów
| Nr | Tytuł utworu                     | Długość |
| -- | -------------------------------- | ------- |
| 1. | „Mieła mamka try synočki” (lud.) | 4:24    |
| 2. | „Pieśnia padziemnych žycharoŭ”   | 5:31    |
| 3. | „My sami pa sabie”               | 6:01    |
| 4. | „Ślapy, hłuchi, durny”           | 5:24    |
| 5. | „Lepiej nia budzie”              | 5:53    |
| 6. | „Na vulicy majoj”                | 3:00    |
| 7. | „Partyzanskaja”                  | 3:22    |
| 8. | „Na linii frontu”                | 3:06    |
| 9. | „Odzirydzidzina”                 | 2:57    |
|    |                                  | 39:38   |

## Twórcy
- Lawon Wolski – wokal, gitara
- Pit Paułau – gitara, wokal wspierający
- Juraś Laukou – gitara basowa, wokal wspierający
- Aleh Dziemidowicz – perkusja, wokal wspierający
- Wiaczasłau Korań – realizacja nagrań